# Chase XC-123A
O Chase XC-123A foi um avião de transporte militar desenvolvido pela Chase Aircraft. Foi o primeiro avião de transporte a jato construído para a Força Aérea dos Estados Unidos, com a intenção de ser utilizado para transporte de alta velocidade de cargas e pessoal de alta prioridade. O XC-123A tinha vantagens insuficientes sobre outros tipos já em serviço, não entrando em produção. O único protótipo foi convertido no avião a pistão Stroukoff YC-123D para testar sistemas de controle da camada limite.

## Projeto e desenvolvimento
No final da década de 1940, a Chase Aircraft havia desenvolvido o XG-20, o maior planador já construído nos Estados Unidos. Na época que estava finalizado e pronto para ser operado, a doutrina dos militares americanos havia sido alterada para remover o uso de planadores de transporte em combate.
Entretanto, o XG-20 foi projetado para que fosse de fácil instalação motores e a Chase modificou os dois protótipos em aeronaves motorizadas, um tornando-se o XC-123, com dois motores a pistão. O segundo XG-20, entretanto, foi levado a uma reconfiguração ainda mais radical, sendo instalados pilones para motores a jato, iguais aos instalados para bombas nos bombardeiros Convair B-36 e Boeing B-47, tornando-se o XC-123A. Como não havia espaço suficiente na asa do antes planador, tanques de combustível foram instalados sob o piso da cabine.

## Histórico operacional
Apelidado de "Avitruc" por seu fabricante, o XC-123A conduziu seu voo inaugural em 21 de Abril de 1951, tornando-se a primeira aeronave de transporte a jato a voar nos Estados Unidos. Foi considerado "excelente" nos testes de voo, mostrando poucos problemas, e demonstrando uma relativamente boa capacidade de operação em pistas curtas.
Apesar disso, mesmo o XC-123 tendo provado seu sucesso, o XC-123A não recebeu pedidos de produção. Apesar do desempenho da aeronave em pistas curtas ou despreparadas ser bom, os motores por serem instalados em uma posição não tão elevada, poderiam sugar detritos do solo, danificando-os. Além disso, o projeto da aeronave não era compatível com seus motores, resultando em sua incapacidade de fornecer capacidade de cargo suficiente se comparado a quantidade de combustível que seus motores requeriam. Por todos estes motivos, o projeto do XC-123A foi abandonado e nenhuma outra aeronave foi construída.
Após a conclusão dos testes, O XC-123A foi convertido e motorizado com dois motores radiais Pratt & Whitney R-2800, sendo utilizado para teste de sistemas de controle da camada limite como Stroukoff YC-123D, recebendo o número de série 53-8068.